# Louise Guiraud
Louise Guiraud (Montpellier, 1860 – Montpellier, 1918) est une historienne française, spécialiste de l'histoire de Montpellier et du Languedoc.

## Biographie
Louise Roch Joséphine Guiraud naît à Montpellier le 22 juillet 1860. Elle est la plus jeune des dix enfants de Louise Marie Pauline Tisseyre et de Barthélémy Numa Guiraud, marchand drapier . Sa mère  meurt à sa naissance, son père disparaît le 18 novembre 1869 et la laisse orpheline à neuf ans. Élevée par une tante dévote tendrement aimée, elle fait sa première communion le jeudi de la Fête-Dieu, le 30 mai 1872. Pieuse et studieuse, elle est très proche de sa sœur devenue religieuse sous le nom de Sœur Véronique, au Prieuré de l'Assomption, à Nîmes, avec laquelle elle entretient une correspondance assidue. Après avoir été reçue au brevet le 23 mars 1877, puis brillamment au brevet supérieur le 28 mars 1879, elle fonde un cours pour jeunes filles en 1881 où elle enseigne le latin et l'allemand. Fervente catholique, elle est proche du cardinal Anatole de Cabrières (1830-1921), qui la tient en haute estime et la conseille sur ses études. À la mort de sa tante, veuve Émilien Guiraud, en 1893, elle prend sa succession au sein de la confrérie des Pénitentes blanches dont elle observe strictement les engagements d'aide et de soutien aux plus pauvres,. Elle poursuivra sa vie durant cette œuvre consolatrice, en particulier au chevet des blessés de la Grande Guerre, jusqu'à sa mort prématurée le 5 mai 1918 , dans ses appartements au numéro 3 de la rue du Collège .
Érudite passionnée par l'histoire, l'art, l'archéologie, et initiée à la recherche par le bibliothécaire Léon Gaudin, elle consacre l'essentiel de ses recherches à Montpellier, consultant inlassablement les sources manuscrites et imprimées conservées dans les archives publiques et privées, les bibliothèques des villes du Midi, puis le champ de ses études s'élargissant, à Paris, en Allemagne, en Suisse et au Vatican. À partir de 1885, elle publie ses premiers essais, des monographies paroissiales montpelliéraines : un ouvrage sur le culte et les miracles de l'église Notre-Dame des Tables, un autre sur la paroisse Saint-Denis. Elle devient membre titulaire de la Société archéologique de Montpellier à l'âge de trente-et-un an. Au Congrès des Sociétés savantes tenu à Montpellier en 1907, elle reçoit les palmes d'Officier d'Académie et celles de l'Instruction publique , pour l'édition du Procès de Guillaume Pellicier, évêque de Maguelone qui transféra le siège épiscopal à Montpellier en 1536. Avec l'aide de Maurice Gennevaux, conservateur des collections de la Société archéologique et de Joseph Berthelé, archiviste départemental , elle participe en 1912, aux fouilles et à la restauration de la crypte de Notre-Dame des Tables, mise au jour par la démolition de la Halle aux colonnes (sur l'actuelle place Jean Jaurès), et contribue à la création du futur musée lapidaire. La même année, elle obtient le prix Ricard qui récompense un mémoire sur un sujet d'histoire ou d'archéologie relatif au Bas-Languedoc, prix décerné par l'Académie des Sciences et Lettres de Montpellier pour ses recherches sur les origines du Jardin des Plantes . Son œuvre capitale, Études sur la Réforme à Montpellier ,, dernier travail d'érudition publié l'année de sa mort, porte sur les origines et l'établissement du protestantisme aux XVIe et XVIIe siècles dans la capitale languedocienne. Dans la préface, l'historien Pierre Imbart de la Tour loue la rigueur de sa méthode et sa connaissance scrupuleuse des textes originaux. Il souligne la contribution que cet ouvrage apporte à l'histoire générale de la Réforme en France. Ses œuvres encore aujourd'hui font référence auprès des historiens.

## Publications
- Histoire du culte et des miracles de N.-D. des Tables, Montpellier, chez les libraires catholiques, 1885 lire en ligne sur Gallica
- N.-D. de Montaigu dite de la citadelle à Montpellier, Montpellier, J. Martel aîné, 1886
- La Paroisse Saint-Denis de Montpellier. Saint-Denis de Montpelliéret, Saint-Denis aux faubourgs, la paroisse actuelle, étude historique, Montpellier, J. Calas, 1887
- Les fondations du pape Urbain V à Montpellier, I. Le collège des douze médecins ou collège de Mende (1369-1561), Montpellier, J. Martel aîné, 1889
- Les fondations du pape Urbain V à Montpellier, II. Le collège Saint-Benoît [...], Montpellier, J. Martel aîné, 1890
- Les fondations du pape Urbain V à Montpellier, III. Le monastère Saint-Benoît et ses diverses transformations depuis son érection en cathédrale en 1536 : étude archéologique accompagnée d'un plan du monastère au XVIe siècle, Montpellier, J. Martel aîné, 1891
- Recherches topographiques sur Montpellier au Moyen âge, Nîmes, Lacour-Ollé, 2009, reproduction en fac-similé de l'édition de Montpellier, C. Coulet, 1895 lire en ligne sur Gallica
- "Recherches topographiques sur Montpellier au Moyen Age : formation de la ville, ses enceintes successives, ses rues, ses monuments, etc [...]", Mémoires de la Société archéologique de Montpellier, t. 1, 2e série,1895, p. 89-337 https://gallica.bnf.fr/ark:/12148/bpt6k486543f/f98.item
- "Note sur la disposition singulière de certaines baies pratiquées dans un mur de l'ancien monastère Saint-Benoît", Mémoires de la Société archéologique de Montpellier, t. 1, 2e série,1899, p. 1-7 https://gallica.bnf.fr/ark:/12148/bpt6k486543f/f9.item
- "Jacques Cœur", Mémoires de la Société archéologique de Montpellier, t. 2, 2e série,1902, p. 1-169 https://gallica.bnf.fr/ark:/12148/bpt6k486544t/f8.image
- Nos églises, leurs histoires, leurs épreuves : les inventaires, les spoliations, Montpellier, Serre et Roumégous, 1906 https://gallica.bnf.fr/ark:/12148/bpt6k5489809f
- "Une relation inédite de la démolition du Grand Temple en 1682", Mémoires de la Société archéologique de Montpellier, t. 1, 2e série,1899, p. 385-391 https://gallica.bnf.fr/ark:/12148/bpt6k486543f/f404.item
- Le procès de Guillaume Pellicier, évêque de Maguelone-Montpellier de 1527 à 1567 : étude historique, Paris, Picard,1907
- "Le palais des Rois d'Aragon et de Majorque à Montpellier", Mémoires de la Société archéologique de Montpellier, t. 3, 2e série,1907, p. 171-194 https://gallica.bnf.fr/ark:/12148/bpt6k5758397w/f182.item
- "L'antique cimetière Saint-Firmin et ses abords", Mémoires de la Société archéologique de Montpellier, t. 3, 2e série,1907, p. 195-218 https://gallica.bnf.fr/ark:/12148/bpt6k5758397w
- "Plans successifs de la cathédrale Saint-Pierre de Montpellier", Mémoires de la Société archéologique de Montpellier, t. 3, 2e série,1907, p. 395-397 https://gallica.bnf.fr/ark:/12148/bpt6k5758397w/f410.item
- "La reconstruction des églises du diocèse de Montpellier après les guerres de religion. Documents inédits", Revue historique du diocèse de Montpellier. Études et documents, 1e année, 15 juillet 1909, et 2e année, 15 mai 1910-15 avril 1911, p. 38-44
- Julius Pacius en Languedoc, Montpellier, Valat, 1910 lire en ligne sur Gallica
- "Un monastère clunisien à Montpellier, Saint-Pierre de Clunezet (1138-1368)", Revue historique du diocèse de Montpellier, 1910-1911, p. 245-252
- Le Premier jardin des plantes français. Création et restauration du Jardin du Roi à Montpellier par Pierre Richer de Belleval (1593-1632), étude historique et documents, Montpellier, Imprimerie de Roumégous et Déhan,1911
- Le Séjour de Pierre Charron à Montpellier 1565-1569 et 1570-1571, Paris, Imprimerie nationale, 1914 https://archive.org/stream/lesjourdepierr00guir/lesjourdepierr00guir_djvu.txt
- Un registre inconnu de l'Université de droit de Montpellier (1536-1570, Paris, Imprimerie nationale, 1914 lire en ligne sur Gallica
- Études sur la Réforme à Montpellier, Pierre Imbart de La Tour, préfacier, T.1, Les origines et l'établissement du protestantisme, les guerres de religion, la Réforme catholique ; T.2, Preuves, chroniques, documents, Montpellier, Vve L. Valat, 1918 https://gallica.bnf.fr/ark:/12148/bpt6k486548b